# 内閣権力犯罪強制取締官 財前丈太郎
『内閣権力犯罪強制取締官 財前丈太郎』（ないかくけんりょくはんざいきょうせいとりしまりかん ざいぜんじょうたろう）は、原作：北芝健、漫画：渡辺保裕による日本の漫画作品、およびこれを原作とするテレビアニメ作品。

## 概要
超法規的権限を与えられた主人公が、ありとあらゆる手段で政界の汚職・犯罪を取り締まっていくという内容のサスペンスストーリーである。『週刊コミックバンチ』（新潮社）にて、2003年第95号（2003年5月30日号）より2007年第270号（2007年1月22日・1月26日合併号）まで連載された。単行本は全17巻。全166話。
ストーリー上の繋がりはないが、その内容や制作主旨が原哲夫の『公権力横領捜査官 中坊林太郎』（以下、中坊）とほぼ同一で、云わば『中坊』の続編とも呼べる漫画である（この作品が『中坊』を実質的なモチーフとしていること自体は、連載第1回の本誌の特集記事でも触れられており、原哲夫もこれを公認している旨の発言をしている）。しかし、『中坊』の方は政界とゼネコンの癒着話に的を絞っていたのに対し、『財前』はゼネコンの癒着から始まり、対・日本の闇の大物、血族（クラン）、アメリカ、中国マフィアの日本征服計画…と風呂敷を広げ過ぎてしまい、最終的にはほぼ投げっ放しという形で終了（第一部完）した。

## あらすじ
政権与党・民自党の大物議員である松坂征二郎の汚職捜査のため愛人の吉岡潤子を張り込んでいた捜査官の前に、殉職したはずの財前丈太郎が現れ、吉岡と共に姿を消す。財前は警察官時代の上司だった藤堂直人に請われ、巨悪たちの「権力犯罪」を取り締まる超法規的機関「内閣権力犯罪強制取締局（G.C.I.A.、内取）」の取締官として政財界の巨悪を追っていた。財前は私腹を肥やす松坂と大鹿建設、元総理大臣の曽根屋康造を逮捕するため内偵を進める中で、政界の汚れ仕事を請け負う覇王黒龍会の陣内隆一と暗闘を繰り広げる。大鹿建設に命を狙われていた元社員の望月卓巳や白石恵、巨悪打倒に賛同する警察や東京地検特捜部の協力で松坂の逮捕に踏み切った財前だったが、曽根屋の差し金により、松坂と大鹿建設社長の鈴木恵一は殺害されてしまう。財前は、曽根屋の指示で渡米した陣内の後を追い、政界と覇王黒龍会を牛耳り隠遁生活を過ごしていた大政商・今津博堂に宣戦布告する。
日本に帰国した財前は大鹿建設を追い詰める中、陣内を一騎討ちで破るが、陣内に自殺されてしまう。財前は陣内の後を継いだ兄貴分の伊達竜央が送った刺客を破り、曽根屋と大鹿建設の鈴木秀明の逮捕に踏み切る。内取は今津の策謀によりネガティブ・キャンペーンにさらされてしまい窮地に立たされるが、大鹿建設の倒産を回避することで難局を乗り切る。しかし、日本の植民地化を目論むシャロン・マクファーレンらアメリカの介入により内取は仲間を失い、今津も政界の黒幕である射馬給令実篤に見放されてしまう。今津はアメリカの思惑とアメリカに対抗できない日本のシステムを一掃するため、東京で原爆テロを実行するが、原爆の起爆装置は財前に解除され、テロも射馬給令が出動させた自衛隊に鎮圧され失敗する。
今津の原爆テロ鎮圧後、アメリカ側に与した民政党に総選挙で大勝した総理大臣の和泉孝四郎は、「原爆テロは強権的な内取の存在が原因で起きた」と責任転嫁し、内取を活動停止に追い込む。古巣の警視庁に出向した財前は、新しい上司になった丹波宗久と共に料亭の仲居殺しの捜査を進める内に、中国マフィア・黒華幇と日本政財界の癒着を突き止める。和泉は内取を統括する内閣官房長官の城源寺俊雄に捜査を中止させるよう指示するが、腐敗の一掃を目指す城源寺は指示を無視し、内取は外相の安西晋一と五菱物産の武器密売を取り締まる。事件を解決した内取に対し、城源寺は中国軍に拉致されたシンガポール大使の久留間章吾の救出作戦を指示する。財前は中国軍との戦闘の末、久留間の救出に成功するが、その際に中国が「亜州征圧計画」という作戦を進行させていることを知る。
帰国した財前は、中国軍の王家輝と黒華幇が「亜州征圧計画」のために生物テロを実行しようとしていることを聞かされ、都内に潜伏する工作員たちと死闘を繰り広げ生物テロを阻止するが、王に毒を盛られ昏睡状態に陥る。数日後、仇敵の伊達から届けられた解毒剤により回復した財前は、城源寺から「内取が和泉総理の収賄の証拠を掴み、逮捕に向かった」と聞かされ、病院を飛び出し和泉の逮捕に向かう。

## 登場人物

### 内閣権力犯罪強制取締局
通称G.C.I.A、略称内取。「権力犯罪取締法」に基づき、公権力を不正に利用した「権力犯罪」を処罰する目的で内閣官房内に設置された超法規的独立捜査機関。一切の公権力を優越する捜査権と刑罰権を与えられており、内取から要請があれば全ての公的機関は最優先での捜査協力を義務づけられ、権力犯罪の当事者に対して「執行猶予無し、最低5年以上の有期刑」「選挙権・被選挙権・公職就任権の剥奪」「権力犯罪以後の財産全額没収」といった刑罰を、取締官の裁量のみで行うことができる。和泉は「日本版FBI」として喧伝しつつもそれに伴う予算や人員は与えず、政治改革をPRするための張り子の虎として利用していたが、財前がゴールドブラックカードを得たことにより本格的に始動する。
財前 丈太郎（ざいぜん じょうたろう）
本作の主人公。内閣権力犯罪強制取締局に属する捜査官の一人で、政界の巨悪を取り締まることに全てを賭けている。
警視庁勤務時に殉職したことにされ、藤堂が内取を創設するまでの間、英国に渡英する。渡英中に入隊したSASで数々の武勲を上げた。あるミッションでイギリスの石油王の子息の救出に成功したことへの感謝の証として、ザイナース社の「ゴールドブラックカード」を所持するに至った。カードは限度額無制限で、支払いはパトロンであるその石油王が全て負担している。財前はこのカードに、「一切の公権力を優越する捜査権と刑罰権」を持つ内取のマークを刻印することで財力と権力を思うがままに使える世界で一枚のカードを作り、身分証明として度々取り出している。また、戦闘力も常人離れしており、今津や本郷を相手に互角の格闘戦を展開する。今津の原爆テロ事件以降は古巣の警視庁に出向し、安西の不正献金事件を捜査、次いで久留間大使の救出作戦に従事する中で中国の「亜州征圧計画」の存在を知り、中国マフィアと死闘を繰り広げ計画を阻止する。その過程で首謀者の王に毒を盛られ生死を彷徨うが、伊達や射馬給令といった、かつての仇敵たちからの救援により九死に一生を得、そのまま和泉総理の逮捕に向かう。
決め台詞は「ダ ボム!（Da Bomb!）」。これは英語のスラングから来ている言葉（"Yeah!"程度の意味）。
藤堂 直人（とうどう なおと）
内閣権力犯罪強制取締局局長。キャリア出身だが、キャリアの中では落ちこぼれである。警視庁時代の財前の上司であり、財前が最も信頼する相手。内取の創設に尽力した。曽根屋逮捕時に単身曽根屋邸に乗り込んだり、内取のスパイ捜査の際に自ら囮役を買って出るなど行動派の人物。
岡村 良行（おかむら よしゆき）
警視庁組織犯罪対策部参事官。警視庁時代の財前や藤堂の上司。大阪第三次抗争の際には陣内の取り調べを担当している。
内取に政治家たちの汚職に関する資料を提供したため報復人事によって警視庁を追われ、内取の副局長に迎えられる。
娘・遥を難病から救うために数年前からCIAの二重スパイとなっており、警察の情報をCIAに漏らしていた。ただし、重要な情報は伝えず、逆に偽情報を伝え攪乱することもあった。大沢の逃亡に関与し、アメリカからの裏金を確保し財前に渡そうとしたが、「裏切り」と判断した今帰仁に殺害される。
尾崎 伸彦（おざき のぶひこ）
元陸上自衛隊一等陸尉。当初は自分の腕を過信し財前のことを過小評価していたが、天美野逮捕の際に財前に命を助けられたことで考えを改め、財前を慕うようになる。遥と相思相愛の間柄となり、岡村にも娘のことを頼まれるようになる。今津の原爆テロ事件以降は財前・堀内と三人で行動することが多くなる。
堀内 章太郎（ほりうち しょうたろう）
東大生。在学中にIT会社を設立しM&Aで急成長を遂げ世間から注目を集めている。厭世的な考えを持っており、日本の将来に何の希望も見出しておらず、今津が東大に仕掛けた原爆を起爆して日本を崩壊させようとしたが、財前に諭され原爆の解除を手助けする。
テロ事件の終息後は内取の捜査官となるが、権限縮小により警視庁に出向する羽目になり、財前・尾崎と共に安西の不正調査を行う。
望月 卓巳（もちづき たくみ）
大鹿建設の元土木課長。会社の不正を検察にリークしたことで覇王黒龍会に命を狙われたが、財前に助けられ内取の一員として活動する。袴田の大鹿社長就任後は大鹿建設に戻り再建に尽力する。序盤では会社に未練を残し、財前に「社畜根性が抜けない」と言われていたが、財前と行動を共にするにつれ社畜から脱却し、作中で財前の命を二度も救うなど見違えるほどの精神的成長を遂げた。
滝澤 貴文（たきざわ たかふみ）
情報分析課主任。大鹿建設再建後に内取に採用された青年。メンバーからは「タッキー」と呼ばれている。コンピュータ関連の能力に優れており、首相官邸のコンピュータにハッキングすることも出来る。ただし、肥満体のため運動は苦手で、身体を使う仕事を任されると「契約違反」と愚痴をこぼすことがある。
吉岡 潤子（よしおか じゅんこ）
松坂の元愛人で、「銀座の若き女帝」と呼ばれていた。財前と共に松坂の許から脱出した後は内取の一員となり、局内にバーを開き捜査官たちの憩いの場を提供している。
白石 恵（しらいし めぐみ）
大鹿建設の元役員秘書課主任。「アイアンメイデン」の異名を持ち、その平手打ちは「アイアンゴッドハンド」と呼ばれる。父は大鹿建設名古屋支店の土木営業部長だったが、汚職事件のスケープゴートとして鈴木社長に殺されたことから、その復讐のため大鹿建設に入社し不正の証拠を集めている。財前と出会って以降は内取の一員として活動する。袴田の大鹿社長就任後は望月と共に大鹿建設に戻り再建に尽力する。
キャサリン・メイ・ライアン
CIA極東情報本部の元情報部員。財前と親交があり、内取の捜査に協力していた。シャロンの計画を財前に伝えたことで今帰仁に命を狙われたため、財前に保護され内取の一員になる。
岡村 遥（おかむら はるか）
岡村良行の娘。数年前まで難病に冒されており、その治療に必要な莫大な治療費を得るため、父がアメリカのスパイになることになった。病気が完治してからは内取の捜査官となり、尾崎と恋人同士になる。父の死後、父が自分のせいで皆を裏切ったと思い悩んだ際には尾崎に慰められ立ち直る。
綾野 美奈子（あやの みなこ）
内取の捜査官。父は医療機器メーカーの社長だったが陣内によって会社を潰され、借金の形として陣内の愛人となり、内取にスパイとして潜り込んでいた。陣内に用済みとして殺されそうになった際に財前に助けられ、正式に内取の一員として迎えられる。陣内の凶刃から財前を庇い、その時の傷が元で死亡。

### 覇王黒龍会
陣内 隆一（じんない りゅういち）
広域指定暴力団・覇王黒龍会の若頭。今津の復帰後は5代目総長を襲名。陣内興産株式会社の社長という表の顔を持ち、仕手戦で得た利益を組織に上納することによって、覇王黒龍会の幹部にのし上がった。孤児院の出身で伊達と共に日本を変える誓いをし、その目的のため京大に入学したインテリだったが、学生運動に参加し今津暗殺に失敗した際に今津に引き抜かれ、書生となり覇王黒龍会に所属する。大阪第三次抗争の三大組長襲撃事件でその武名を轟かせる。財前と互いに頭脳戦を展開したが、最期は財前との一騎討ちに敗れ自害。
伊達 竜央（だて たつひで）
覇王黒龍会6代目総長。陣内の兄貴分。陣内と同じ孤児院の出身で、日本を変えるための裏世界の力を手に入れようと覇王黒龍会に入った。初登場時は刑務所に収監されていたが、陣内の死後に出所し6代目総長を襲名。陣内の仇討ちのため財前を殺そうとするが、その度胸を気に入り曽根屋を引き渡した。
その真の目的は今津を含めた日本の腐敗した権力者を一掃することであり、財前に共闘を持ち掛けるが拒絶される。曽根屋邸の銃撃戦の首謀者として逮捕されるが、シャロンの口利きで釈放されマーガン・ブラザーズのアジア地区CEOに就任し、日本経済の乗っ取りを図る。目的を履き違え暴走するシャロンたちを諌めているが聞き入れられていない。中国による生物テロ事件の際には財前を影ながら援護した。
今津 博堂（いまづ はくどう）
覇王黒龍会総裁にして日本政財界を牛耳る大政商。90代でありながら、筋骨隆々とした外見である。財前のことを「モガスケ」と呼び、抗酸化性の食べ物（特に梅干し）を好む。
戦時中は「今津機関」のトップとして大陸で謀略戦に従事し、戦後は戦犯として収監されたがGHQと取引し、日本の保守派の首領として暗躍する。
初登場時はアメリカ（アニメ版では沖縄）で隠遁していたが、財前と相対し闘志を刺激され日本政財界に復帰。内取に対するネガティブ・キャンペーンや大鹿建設の解体などの策謀を巡らすが、財前によって尽く失敗し射馬給令からの信頼を失う。更にシャロンらアメリカの陰謀や息子・本郷の死により追い詰められ、東京で原爆テロを決行し財前と死闘を繰り広げるが、射馬給令の派遣した陸上自衛隊の部隊の攻撃を受け死亡したかに思われたが、財前に助け出され中東に脱出する。その際、左腕が失われているのが確認出来る。
モデルは児玉誉士夫。
天美野 聡史（あまみの さとし）
覇王黒龍会会長。内部抗争に明け暮れており、曽根屋や今津の命令を陣内に任せ切りにしているため、組織内での存在感は薄く、伊達には陣内の死に対する責任を追及され殴られてしまう。伊達出奔後は7代目総長の座を狙い、今津の命令で内取襲撃を計画するも財前・尾崎にアジトに踏み込まれ逮捕される。しかし、今津には財前をおびき寄せるエサとして利用されただけであり、財前諸共アジトを爆破されるが、財前の機転により脱出には成功した。
鬼頭 勝（きとう まさる）
覇王黒龍会の構成員。大鹿建設の裏仕事を担当する総務部第二課（覇王黒龍会構成員のみで構成されている部署）の課長をしている。前川との贈収賄現場に矢田真悠子を連れ込み性的接待を行わせようとしたところを財前に踏み込まれ逮捕される。
アニメ版では名前のみ登場。
木島 勝正（きじま かつまさ）
伊達組の元構成員で「鬼の木島」と恐れられた武闘派。伊達が刑務所に収監された際にヤクザを辞め牧師になっていたが、伊達の6代目総長襲名に伴い復帰し、刺客として財前を狙うが失敗し死亡する。
椿 清十郎（つばき せいじゅうろう）
伊達組の元幹部「伊達竜四人衆」の一人で剣術を得意としている。伊達の6代目総長襲名に伴い復帰し、刺客として「バブルの塔」で財前の命を狙うが返り討ちに遭う。その後、財前が陣内の意志を伝えられていると知り、倒壊するビルから財前を守って死亡する。
モデルは椿三十郎。
李 小虎（り しょうこ）
伊達組の元幹部「伊達竜四人衆」の一人で酔八仙拳の達人。張の弟子で師の復讐のため財前の命を狙うが、返り討ちに遭い死亡する。
ジャンゴ 武藤（ジャンゴ むとう）
伊達組の元幹部「伊達竜四人衆」の一人で銃の早撃ちを得意としており「皆殺しのジャンゴ」と呼ばれている。理由は不明ながら、過去にリンダの右眼を撃ち抜いている。財前が陣内の意志を伝えられていると知り財前を殺そうとするリンダを制止しようとして返り討ちに遭うが、死ぬ間際にリンダを射殺する。
リンダ
伊達組の元幹部「伊達竜四人衆」の一人でナイフを得物としており「血まみれ（ブラッディー）リンダ」と呼ばれている。自分よりも強い男と殺し合うのが好きで、自分の右眼を撃ち抜いたジャンゴに惚れている。財前を殺そうとして邪魔をするジャンゴを殺し、財前と彼を助けに来た望月を殺そうとしたが、息を吹き返したジャンゴに射殺される。

### 政界
曽根屋 康造（そねや こうぞう）
元総理大臣にして与党・民自党最高顧問。大鹿建設への一斉捜査の際には鈴木と松坂の口を封じ身の安全を確保する。自身への強制捜査の際には伊達を使って内取の抹殺を図るが、伊達に裏切られ贈収賄罪の容疑で逮捕される。その際、口封じのために今津が派遣した外人部隊と内取・伊達組との間で銃撃戦が発生したが、逃げようとせずその場に留まり事態を静観した。
モデルは中曽根康弘。
松坂 征二郎（まつざか せいじろう）
元建設大臣にして民自党総務局長。吉岡を愛人にし、銀座の高級クラブを持たせていた。鈴木恵一とは身内同士の婚姻によって深く結び付いている。
若い頃は日本の戦後復興に情熱を注ぐ志高い政治家だったが、次第に権力の欲に溺れるようになってしまった。大鹿建設への一斉捜査で逮捕されそうになったため、トカゲの尻尾切りとして曽根屋の放った刺客に刺されるが財前に助けられ保護される。その後、自らの罪を贖うためセスナで曽根屋邸に特攻し死亡した。しかし、曽根屋は事前に情報を掴んでいたため屋敷におらず無事だった。
アニメ版では刺客に刺された時点で死亡した。
安西 晋一（あんざい しんいち）
民自党幹事長。今津の原爆テロ事件以降は外務大臣。血族の一員でもある名門政治一家の出身で、今津からは和泉の後継として総理に指名されている。
若い頃は清廉な政治家だったが、次第に政治の論理に呑まれ利権にしか興味を持たなくなってしまった。間津永から不正献金を受け取り武器の密売に関わっており、そのネタを調査していた大黒を黒華幇に依頼して殺害した。
城源寺に頼んで内取の捜査を止めさせようとしたが、財前によって事態が表沙汰にされてしまい、国連演説にかこつけてアメリカに脱出する。アメリカで財前に捕まるも悪びれることも無く政治の論理を振りかざしたが、財前に父の説得を頼まれた息子・峰彦に諭され本来の自分を取り戻し、国連総会の場で自らの罪を公表し議員辞職を宣言した。その直後に裏社会からの報復を受けたため、財前に保護され帰国し某所の山奥に隠棲し、以降は陶器作りに励んでいる。
モデルは安倍晋三。失脚後のモデルは細川護熙。
是枝 圭祐（これえだ けいすけ）
安西の第一私設秘書。伊達や天美野の逮捕後に覇王黒龍会から金を巻き上げようとしたところを財前と尾崎に踏み込まれ逮捕される。その後釈放されたようで、料亭の仲居殺しを捜査していた財前たちの捜査を妨害しようとしたが、口封じとして黒華幇に襲われたため財前に保護され、そのまま逮捕される。仲居殺しに絡んだ安西と間津永の不正献金事件の自供を行おうとしたところ、政界の圧力で釈放されたが、直後に黒華幇の工作員の運転する車に撥ねられ死亡。
大沢 三郎（おおさわ さぶろう）
野党第一党・民政党副代表。日本を転覆させるためにシャロンが接近し、政権奪取のための資金を援助される。内取に逮捕されそうになった際には、岡村からの情報を得て逃亡に成功している。今津の原爆テロを機に政権交代を目指すが、事件を逆手に民意を味方に付けた和泉に総選挙で大敗し、政権奪取の機会を失う。
モデルは小沢一郎。
菅原 孝広（かんばら たかひろ）
民政党国対委員長。訪米中に高辻が仕組んだスキャンダルの罠にはまり、高辻を頼ることになる。
アニメ版では「すがわら」と呼ばれていた。
五島田 治昌（ごとうだ はるまさ）
元副総理。かつては警察庁長官や内閣官房長官も務めた人物で、その手腕から「カミソリ五島田」と呼ばれている。
国民の政治不信が高まった際に抜本的な政治改革を行おうとしたが、それを今津からの圧力で断念したことを悔いており、それを償おうと考え、藤堂の持ち込んだ案を受け入れ内閣権力犯罪強制取締局を創設した。
内取が今津のネガティブ・キャンペーンに晒された際には財前を呼び付け発破を掛け、シャロンから日本乗っ取りの野望を聞かされた際にも財前に注意を呼び掛けた。今津の原爆テロ事件以降は病気のため自宅に籠ることが多くなり、中国の生物テロの最中に病死した。
モデルは後藤田正晴。
城源寺 俊雄（じょうげんじ としお）
今津の原爆テロ事件以降の内閣官房長官。内取の権限縮小のための監督指揮を任されているが、口先だけで内取の捜査を規制する気は無く、和泉や安西を政治的に追い込んでいる。
元々は政治家を目指していた恋人・友里を支える議員秘書になろうとしていたが、友里の病死に伴い彼女の意志を継ぐため政治家になる。若手政治家時代に中国のハニー・トラップにはまり、劉泉に情報を漏らしてしまう。その後、五島田に劉泉と手を切るように警告されるが、彼女を愛してしまったため諦めが付かず、彼女の逮捕現場に姿を現し彼女が自殺する瞬間を目撃してしまう。それ以降は私情を捨て、ひたすら国のことだけを考えて生きてきた。
中国の生物テロの際には和泉に代わって陣頭指揮を執り、細菌兵器の散布場所を聞き出すため陣郷の逮捕現場に現れるが、そこで死んだと思っていた劉泉と再会する。直後に山陽遼に撃たれ重傷を負うが、劉泉から散布場所を聞き出すことに成功し藤堂に後を任せた。事件の終結後は財前と同じ病室に入院している。
和泉 孝四郎（いずみ こうしろう）
内閣総理大臣。国民の人気取りのみに才能を発揮する。政治ヴィジョンは全く無く、曽根屋や今津の言いなりになっている。財前に秘書官・米倉亜佐美とのワイセツ行為の証拠を握られ協力を余儀なくされる。今津によって大鹿建設解体の責任を押し付けられ辞職させられそうになったり、今津の原爆テロの際には射馬給令が内閣の指揮を執り蚊帳の外に置かれるなど、作中の人物たちの大半から相手にされていない。
今津の失脚後、総選挙で絶対多数の議席を獲得し内取の権限を制約するが、その監督指揮を任せた城源寺に裏切られ失敗し、中国の生物テロの際にも城源寺が担当者を指揮し蚊帳の外に置かれている。最終話で陣郷から不正献金を受け取っていたことが発覚し、内取に逮捕される。
モデルは小泉純一郎。初登場時は短髪だったが、今津の原爆テロ事件以降は長髪になっている。
米倉 亜佐美（よねくら あさみ）
和泉総理の秘書官。総理執務室で和泉総理とワイセツ行為を行っており、その際に撮影した写真を基に暴露本を出版して一儲けしようと企んでいた。しかし、財前のポリネシアン・セックスによって籠絡されてしまい、写真を財前に売り渡す。

### 官界
笹野 篤之（ささの あつゆき）
初代内閣安全保障室室長。「ミスター警察官」と呼ばれる人物で内取創設者の一人。五島田の子飼いの一人で日本の変革を望む有志だが、今津による内取ネガティブ・キャンペーンの際には、今津に自分の意志を悟られないために内取批判の急先鋒となっていた。その後も内取に協力し、病床に伏す五島田の意志の伝達役を務めた。財前のことを「ムッシュ」と呼ぶ。
モデルは佐々淳行。
内山 剛司（うちやま たけし）
警視庁組織犯罪対策部第四課課長。警視庁時代の財前の上司で藤堂の部下だが、ノンキャリ出身のためキャリア出身の藤堂より年上である。内取に政治家たちの汚職に関する資料を提供したため報復人事によって警視庁を追われる。警視庁を追われた後も内取の捜査に協力していたため、覇王黒龍会に殺害される。
丹波 宗久（たんば むねひさ）
警視庁捜査一課管理官。今津の原爆テロ事件以降、警視庁に出向した財前の上司。料亭の仲居殺しの捜査を担当し、そこから安西と間津永の不正献金事件の存在を突き止める。中国の生物テロの際には黒華幇に襲撃された覇王黒龍会の対処に当たった。
久留間 章吾（くるま しょうご）
シンガポール大使。城源寺とは中学時代の親友。「闇の外交カード」として利用するために中国の特殊部隊に拉致されるが、財前たちに救出される。特殊部隊の馬から「亜州征圧計画」のことを聞き出し、財前や城源寺に知らせる。
本郷 由紀夫（ほんごう ゆきお）
公安調査庁主席調査官。今津の諜報組織である「薩摩諜者」の一員で、幼い頃から過酷な訓練を受けて育ったため超人的な力を持っている。今津が射馬給令に見捨てられ窮地に追い込まれたことを知った際に、今津の失地回復のため「薩摩諜者」のメンバーを集め財前の抹殺を図るが、激闘の末に財前に倒される。
実は今津の息子だが、主人と部下という関係しか許されていなかった。しかし、死ぬ間際に今津を「父上」と呼んだり、本郷が死んだ際に今津は涙を流すなど、親子としての情は存在した。
河下 和義（かわした かずよし）
東京地方検察庁検事正。松坂が内取に逮捕されそうになった際に、曽根屋の命令を受け松坂を逮捕した（証拠不十分ですぐに釈放する手筈になっていた）。司法試験を受けに来た女性に性的関係を迫り、拒否すれば不採用にするなど職権を濫用していたため内取に逮捕されそうになるが、財前と曽根屋に関する情報を取引し内取の保護下に置かれる。
前川 利男（まえかわ としお）
国土交通省大臣官房審議官。自分に賄賂を贈ろうとしない矢田重機工業に仕事を発注しないように圧力を掛け、倒産に追い込もうとしている。鬼頭が連れ込んだ矢田真悠子にワイセツ行為を行おうとした所を財前に踏み込まれ逮捕される。
アニメ版では名前のみ登場。
高辻 征太郎（たかつじ せいたろう）
外務省北米局第一課課長。後に総合外交政策局長。アメリカに遊説に来た政治家たちを自作自演のスキャンダルで追い込み、そのスキャンダルを自分で揉み消すことでコネを作っている。実は松坂征二郎が妾に産ませた子供で、その出自と政界のコネを利用して政界への進出を図る。
今津の原爆テロ事件後の総選挙で衆議院議員に初当選し、安西の下で外務政務次官を務める。安西とは幹事長時代に交わした国土交通大臣のポストを反故にされたため折り合いが悪く、安西が財前に逮捕された際には喜んでいた。
小笠原 良平（おがさわら りょうへい）
警察庁長官官房人事課課長。陣内や伊達と同じ孤児院の出身で、彼らと共に日本の権力者を一掃するため暗躍する。曽根屋逮捕の際に起こった覇王黒龍会の妨害をアシストするためにSATの出動要請を却下する。
角田 寛昭（かくた ひろあき）
財務省官僚で内閣府財政総務官。陣内や伊達と同じ孤児院の出身で、彼らと共に日本の権力者を一掃するため暗躍する。
飛羽 浩二（ひば こうじ）
経済産業省官僚で内閣府経済産業総務官。陣内や伊達と同じ孤児院の出身で、彼らと共に日本の権力者を一掃するため暗躍する。

### 財界
鈴木 恵一（すずき けいいち）
大手ゼネコン・大鹿建設の社長。戦後の復興時から曽根屋・松坂と組んでおり、特に松坂とは身内同士の婚姻で深く結び付いている。内取による一斉捜査の際に娘婿である鈴木秀明に殺害される。
鈴木 秀明（すずき ひであき）
鈴木恵一の娘婿で、大鹿建設の副社長。「建設業界のトップに君臨する」という野望のために鈴木家の婿養子となった。今津の指示で恵一を亡き者にした後、大鹿建設社長の座を継ぎ建設業界のトップとなったが、内取によって社員が摘発され窮地に立たされ逮捕されそうになるが、謝罪会見の場で役員に責任を擦り付け土下座までして窮地を脱する。曽根屋の逮捕に連座して逮捕され、取り調べの場でうっかり鈴木恵一殺害を認めてしまう。
袴田 邦弘（はかまだ くにひろ）
大鹿建設取締役。現場叩き上げの土木畑出身であり、建築畑出身の鈴木秀明とは対立している。曽根屋が逮捕された際には秀明の解任動議を提案したが、実直な性格のため根回しを全くしなかったので誰も賛同せず、取締役を辞任する。秀明の逮捕後、望月の説得を受け大鹿建設社長に就任し再建に尽力する。
小嶋 慎之介（こじま しんのすけ）
大鹿建設経営企画室室長で望月の同僚。秀明の逮捕と今津の策謀で倒産の危機に瀕している大鹿建設を救うため奔走する。袴田の社長就任後は望月と共に袴田を支える。
アニメ版では「小島慎之介」とクレジットされた。
間津永 左一（まつなが さいち）
五菱物産の会長。武器の密売をしており、安西に不正献金を渡していた。自らを「選ばれた人間」と呼ぶなど選民思想を持っている。安西との関係が内取に感付かれた際に、口封じとして村雨に毒殺された。
柳田 章（やなぎだ あきら）
五菱物産シンガポール支局長。武器密売の現場責任者として私腹を肥やしていた。間津永と安西の関係が内取に感付かれた際に、口封じとして黒華幇に自殺を強要されるが、自殺する直前に財前に身柄を確保され、証人保護プログラムによって保護され間津永と安西を追い込むための証拠を提供する。
村雨 正和（むらさめ まさかず）
元警視庁刑事。警視庁時代に掴んだ大企業のスキャンダルをネタに金銭を得る企業ゴロをしており、現在は五菱物産の役員をしている。
安西と間津永の関係が内取に発覚した際には間津永を毒殺し口を封じた。陣郷と繋がっているため「亜州征圧計画」にも一枚噛んでいる。
陣郷 佐吉（じんごう さきち）
かつて今津の書生をしていた人物で、今津の失脚後その後を継ぎ日本政財界を牛耳る政商。「亜州征圧計画」の中心メンバーの一人であり、黒華幇を傘下に置き内取の動きを牽制し、「経済交流」の名目で中国から工作員を迎え入れた。内取によって形成が不利になると工作員を連れて中国に脱出を図るが、動きを察知した藤堂に先回りされ逮捕される。その際、細菌兵器の散布場所の情報と引き換えに罪の軽減を図るなど、したたかな一面を見せた。

### 血族（クラン）
射馬給令 実篤（いまきゅうれい さねあつ）
明治維新以降、日本の政財界を形作り影で支配してきた三大血族の筆頭・射馬給令家の青年総帥。今津すら駒の一つとして扱うことが出来る権力を持っている。また、今津の原爆テロの際に和泉に代わって内閣と自衛隊の指揮を執った途端に米軍が軍事介入を中止するなど、その影響力はアメリカ政界にも及んでいる。事件の終結後は和泉に命じて内取の権限縮小を図る。
財前の能力を高く評価しており、財前が王に毒を盛られ生死を彷徨った際にはクリスチーナと共謀して王を暗殺し解毒剤を確保した。

### アメリカ
リチャード・マクファーレン
副大統領にしてアメリカ対日政策の最高責任者。日本経済を乗っ取り植民地化することを企んでいる。能力が有れば出自や所属に関わらず取り込もうとする人物であり、日本の孤児院出身のシャロンを養女にしている。また、財前の能力を高く評価し、シャロンと結婚させ取り込もうとしたが拒絶されている。
シャロン・マクファーレン
米国通商代表部法務官。米軍将校と日本血族の女性との間に生まれたハーフ。父は血族に殺され母は出産後病死してしまい孤児院に入れられ、そこで出会った伊達や陣内の妹分として育ち、後にマクファーレンの養女となった。
その生い立ちから日本（特に血族）を激しく憎悪しており、孤児院で育った伊達ら兄貴分たちと共に日本の乗っ取りを企み、大沢を操り政権奪取を図る。しかし、伊達や陣内と交わした本来の目的は「腐敗した日本の変革」であり、憎しみによって目的を履き違えてしまっており、伊達に度々諌められているが全く聞く耳を持たない。今津の原爆テロで大使館を爆破された報復として米軍を出動させようとしたが、射馬給令との決定的な対立を避けようとする義父の命令で断念した。
ジャック・ダグラス
軍需企業マクダナル・ダイン社の会長で、米国軍需産業連合会理事を務めるアメリカ財界の大物。GHQ将校として日本に赴任した際、共産勢力の増長を防ぐため戦犯として収監されていた今津と取引し、今津を日本保守派の首領にした張本人。ただし、あくまで利害によって結び付いた関係であり、今津との関係は決して良好ではない。
財前と今津を天秤に掛けており、より強い方を味方に付けようとしている。シャロンと共に日本企業を買収し日本の乗っ取りを図るが、今津の原爆テロの標的にされてしまい、今津に斬殺される。
今帰仁 チョコレート（なきじん チョコレート）
CIAラングレー作戦本部の情報部員。日本人とアメリカ人のハーフ。当初は財前に協力的で、陣内の情婦として潜り込み情報収集をしていたが、シャロンの指揮下に入ると態度が一変し、情報を漏らしたキャサリンや財前を殺そうとする。また、シャロンと大沢との資金提供の証拠を財前に渡そうとした岡村を殺害した。
難病に冒された遥の治療費をエサに岡村をCIAの二重スパイに引き込んだ張本人。
アーノルド・シュバイツウォーカー
元ムービースターのカリフォルニア州知事。財前に弱みを握られ、キングの行う行為を全て見逃すよう脅迫される。その後はロサンゼルスに自費で球団を誘致しスラム街の活性化を図る。
モデルはアーノルド・シュワルツェネッガー。
キング
ロサンゼルスのスラム街をまとめる往年のギャング。息子には真っ当な人間になって欲しいと願い弁護士の道を歩ませたが、対立するマフィアによって乗船した豪華客船を爆破され息子一家を喪う。失意の内にあった時に財前に出会い、船のサルベージと息子を殺したマフィアを壊滅してくれた財前に恩を感じ、自身が持っていた裏社会のコネを譲る。
ボブ
ロサンゼルスのスラム街に住む少年。野球が好きで将来はメジャーリーガーになることを夢見ていた。ドットーレ・ファミリーが襲撃して来た際に流れ弾に当たり死亡する。
ドットーレ・ファスキー
ロサンゼルスを牛耳るイタリアン・マフィアのドンで今津の盟友。キングとの勢力争いの中でスラム街を襲撃したが、その際にボブを殺したことで財前の怒りを買い屋敷を襲撃され、生命の保障と引き換えにファミリーを解散した。

### 中国
王 家輝（オウ・チャフィ）
中国人民解放軍北京軍区の将軍。黒華幇を操る黒幕で日本征服を目的とした「亜州征圧計画」の首謀者として東京に潜伏し生物テロを指揮している。財前に居場所を突き止められた際に毒針で財前に毒を盛り、解毒剤を持って日本を脱出。中国の傀儡政権であるアイラニア共和国に潜伏していたが、現地で発生した民衆クーデター（射馬給令・クリスチーナによる共謀）に巻き込まれ死亡。
山 陽遼（サン・ヤンリャオ）
新興マフィア・黒華幇（ヘイファパン）の頭目。安西の依頼で大黒を殺し、生首の引き渡し現場を目撃した瀬戸奈津子を殺害した。「亜州征圧計画」の実行の妨げとなる財前の抹殺を図る。
内取によって形勢が不利になると陣郷と共に脱出を図るが、動きを察知した藤堂に先回りされ逮捕される。その際、内取と司法取引しようとした陣郷を殺そうとしたが内取職員に撃たれ重傷を負いながらも隙を突いて城源寺に発砲するが、劉泉に阻まれて重傷を負わせるまでしかできず、即座に藤堂に射殺された。
馬 秋瑞（マー・シュウズイ）
中国人民解放軍大佐で特殊部隊の隊長。戦い甲斐のある相手との出会いを何よりも欲しており、任務が終わると抜け殻のようになってしまう。
久留間大使を拉致しシンガポールから脱出する際、救出に来た財前を目にして戦意を刺激され、部隊の指揮を放棄して財前との死闘にのめり込み倒される。死ぬ直前、財前に「亜州征圧計画」の存在を語る。
張 伊建（チャン・イーキン）
国家安全部に所属する殺し屋。連綿と受け継がれる武闘家の一族で「黒職人の張」の異名を持つ。単なる殺し屋ではなく、実力を認めた相手に対しては死後にその無念が残らないように礼儀を尽くす。
陣内の依頼を受け、息子の周と共に財前の暗殺を図るが、陣内が別に雇った傭兵に邪魔され息子の周を殺され、傭兵を皆殺しにする。その後に財前との決着を付けようとしたが、財前があらかじめ呼んでいた自衛隊の特殊部隊に踏み込まれ、敗北を悟り特殊部隊に特攻し射殺された。
ハオツー
「黒調理人」の異名を持つ伝説の殺し屋。黒華幇の殺し屋として数々の人間を殺したが、現在は引退し中華料理店を営んでいる。
山陽遼に妻子を人質に取られ財前抹殺を依頼されるが、口封じとして自分も殺そうとしていたことを知り暗殺を止める。財前に妻子を救出してもらい、共に国外へ脱出しようとするが、黒華幇に襲撃された財前を助けるために自ら日本に残る。その後も刺客から財前を守ったが、隙を突かれ殺される。
李 求（リ・グ）
黒華幇の殺し屋で青竜刀を獲物としている。仲居殺しの口封じのために財前たちを襲う。日本の警察を「世界一実戦経験の無い警察」と嘗めていたが、そのため油断していた所を財前に腕を吹き飛ばされ拘束される。その後自殺した。
劉 泉（リウ・チュアン）
中国の工作員。城源寺にハニー・トラップを仕掛けるために死んだ友里の顔に整形し近付くが、本当に城源寺に恋してしまい、彼が不利になるような情報は一切中国側に伝えなかった。命令違反で中国に帰還する間際、彼女を逮捕しようとする五島田の警官隊と陣内の覇王黒龍会と中国の三つ巴の銃撃戦に巻き込まれ、混乱の中で拳銃自殺を図るが一命を取り留める。しかし、自殺未遂の傷が原因で声を失ってしまう。
「亜州征圧計画」の際に工作員として再び来日。陣郷と共に日本から脱出しようとして藤堂に逮捕されたが、そこで城源寺と再会する。直後に山陽遼に撃たれ城源寺を庇って死亡したが、死ぬ直前に手話で細菌兵器の散布場所を伝えた。

### その他
クリスチーナ六世
英国を構成するケルト・デイン王国の女王であり、世界の石油情勢に絶大な影響力を持つ石油王でもある。テロ組織に拉致された息子・アーサーを（身体的・精神的両面の意味で）救出してくれた財前にお礼としてザイナース社の「ゴールドブラックカード」を与えスポンサーになる。財前が王に毒を盛られ生死を彷徨った際には射馬給令と共謀して王を暗殺し解毒剤を確保した。
アーサー・ウィリアム
ケルト・デイン王国の王子でクリスチーナの息子。王宮での窮屈な生活に辟易し遊び呆ける毎日を過ごした挙句、中東でテロ組織に拉致される。当時SASに所属していた財前に救出された際、自分のために死んだ隊員たちへの懺悔の気持ちに押し潰されそうになるが、財前に「生きて償え」と諭され生きる決意を固める。帰国後は次期国王として勉学に励むが、病にかかり急死した。
アニメ版では彼が財前に「ゴールドブラックカード」を与えたことになっている。
サラ
シンガポールの首相補佐官。久留間大使の救出のために来た財前たちに協力する。
山本 薫（やまもと かおる）
今津の学友にして戦友である山本の妻。今津に惚れていたが想いを伝えられず、山本と結婚した。
戦死した山本の遺言で今津が生活の世話をしており、不自由のない暮らしを送っている。今津にとって唯一の弱点であり、彼女のことになると冷静な判断が出来なくなる。今津の原爆テロの際には財前に協力し、今津にテロの中止を訴えた。その後はクリスチーナに保護されている。
桜井 佐和子（さくらい さわこ）
GNN日本支局のキャスター。正義感の強い女性で、巨悪たちの不正を暴こうとして大鹿建設や今津に深入りし過ぎ命の危険に晒されたため、財前に保護される。その後は財前に協力し内取の活躍を報道し続ける。
梅沢 絹（うめざわ きぬ）
臭気判定士。丹波の知り合いで「お絹さん」と呼ばれている。料亭の仲居殺しの調査に協力し、そこで行われた殺人の証拠を突き止める。
矢田 真悠子（やだ まゆこ）
関東の老舗企業・矢田重機工業の社長令嬢で聖応女子大学4年生。鬼頭に騙され前川との贈収賄現場に連れて来られ、前川への性的接待を強要されるが財前に助けられる。
永井 友里（ながい ゆり）
政治家の娘で城源寺の恋人。父の後を継ぎ政治家になることを夢見ていたが、病にかかり病死した。友里の意志を受け継いだ城源寺は永井の地盤を継ぎ、政治家の道に進むことになる。
瀬戸 奈津子（せと なつこ）
高級料亭「喜々（よいよい）」の仲居。数年前に夫と離婚し、息子の修と二人で暮らしている。安西・間津永と山陽遼による大黒の生首引き渡し現場を目撃してしまい、口封じのため殺される。
倉科 沙希（くらしな さき）
高級料亭「喜々」の仲居。奈津子と仲が良く、奈津子の無念を晴らすため財前たちの捜査に協力するが、そのため黒華幇に命を狙われることになり、内取に保護される。
大黒 永一（おおぐろ えいいち）
フリーの記者。安西と間津永の闇献金の証拠を掴み、それをネタに二人を脅して金銭を要求したが、そのために黒華幇に殺される。首は遺体から切り取られ、殺害の証拠として持ち去られる。
鴨下 光明（かもした みつあき）
陣内や伊達たちが暮らしていた孤児院・中部関東愛育園の園長。孤児院を潰して天下りのための施設を造ろうとする厚生労働省の官僚と対立していたが、病によって死去。直後に孤児院は取り壊された。
陣内や伊達たちが、私欲に走る日本の権力者への復讐を誓うきっかけとなった人物。
安西 峰彦（あんざい みねひこ）
安西晋一の息子。アメリカでアスリートとして活動している。幼い頃に父から日本の素晴らしさを教えられ、その言葉を糧にアメリカで生活している。財前に協力し父の説得に当たり、父に本来の理想を取り戻させた。
財前 賢次（ざいぜん けんじ）
財前の弟で麻薬取締部の捜査官。警視庁警部補だった兄と共にロシア大使館のゴルニコフ参事官が行っていた麻薬密売の現場に踏み込んだが、ロシアン・マフィアに殺害される。
逮捕には成功したものの、ゴルニコフ参事官は政界の圧力で釈放され事件そのものも揉み消されてしまい、正義を貫いた弟の死が無駄になったことに憤り、財前が巨悪を憎むきっかけとなった。

## 単行本
- 第1巻 2004年2月9日発売 ISBN 4-10-771132-3
- 第2巻 2004年2月9日発売 ISBN 4-10-771133-1
- 第3巻 2004年5月8日発売 ISBN 4-10-771148-X
- 第4巻 2004年7月9日発売 ISBN 4-10-771160-9
- 第5巻 2004年9月9日発売 ISBN 4-10-771171-4
- 第6巻 2004年11月9日発売 ISBN 4-10-771181-1
- 第7巻 2005年1月8日発売 ISBN 4-10-771192-7
- 第8巻 2005年4月9日発売 ISBN 4-10-771210-9
- 第9巻 2005年6月9日発売 ISBN 4-10-771218-4
- 第10巻 2005年9月9日発売 ISBN 4-10-771235-4
- 第11巻 2005年11月9日発売 ISBN 4-10-771246-X
- 第12巻 2006年1月7日発売 ISBN 4-10-771257-5
- 第13巻 2006年4月8日発売 ISBN 4-10-771269-9
- 第14巻 2006年7月7日発売 ISBN 4-10-771280-X
- 第15巻 2006年9月9日発売 ISBN 4-10-771293-1
- 第16巻 2006年11月9日発売 ISBN 4-10-771302-4
- 第17巻 2007年1月9日発売 ISBN 978-4-107-71312-4

## テレビアニメ
2006年7月より、テレビ朝日ほかで深夜アニメとして放送された。全11話。原作9巻の大鹿建設再建までをアニメ化しているが、伊達やキャサリンなどの該当巻に登場していた一部の人物が登場せず、また、格闘戦やアメリカでのエピソードが大幅にカットされており、大鹿建設を巡るストーリー一本に絞られている。また、2006年9月20日深夜には製作局テレビ朝日での最終回放送に合わせ、打ち上げ会場と思しき場所からインターネットラジオ番組を放送。スタッフやキャストが裏話を披露したり、掲示板に書かれた質問などに回答するという企画も行われた。これは前番組『THE FROGMAN SHOW』でも試みられた企画である。放送終了からしばらくの間この作品を収録したDVDは発売されていなかったが、翌2007年10月11日にようやくリリースされた。
本作の特徴として、漫画で用いられるようなカットイン（挿入）をアニメに持ち込むというその実験的な演出技法が挙げられる。そのため、本来はそこにいないキャラクターが背景に重ね合わされたり、キャラクターの顔の大きさのみが唐突に拡大されたりする。

### キャスト
| - 財前丈太郎 - 小川輝晃 - 吉岡潤子 - 深見梨加 - 白石恵 - 泉裕子 - 望月卓巳 - 塩屋浩三 - 藤堂直人 - 稲田徹 - 岡村良行 - 宗矢樹頼 - 内山剛司 - 玄田哲章 - 綾野美奈子 - 久川綾 - 桜井佐和子、内山深雪 - 並木のり子 - 陣内隆一 - 西凛太朗 - 今津博堂 - 大塚周夫 - 曽根屋康造 - 加藤精三 - 松坂征二郎 - 西村知道 - 和泉孝四郎 - 福田信昭 | - 五島田治昌 - 品川徹 - 笹野篤之 - 有本欽隆 - 鈴木恵一 - 大竹宏 - 鈴木秀明 - 斧アツシ - 袴田邦弘 - 岩崎ひろし - 大垣充 - 中村浩太郎 - 小島慎之介 - 武虎 - 高辻征太郎 - 藤井啓輔 - 唐沢文教 - 赤城進 - 桂木直人 - 近藤広務 - 緒方正義 - ふくまつ進紗 - 梅田森雄、GNN班長 - 丸山壮史 - 福木良登 - 三浦潤也 - 望月美帆 - 羽豆幸子 - 望月哲也 - 笹田貴之 | - 財前賢次 - 武藤正史 - 国定慎之介 - 斎藤志郎 - 毒島講児 - 天田益男 - 山田一郎太 - 中博史 - 稲葉 - 矢部雅史 - 堀内 - 斉藤次郎 - 菅原、カーディーラー - 田坂浩樹 - 太田垣、組対部 - 上城龍也 - 古橋 - 御園行洋 - 早苗 - 中谷有里 - 岸村 - 芦澤孝臣 - ジョージ・アンダーソン - 藤原啓治 - レイラ・フォスター - 岡寛恵 - アーサー・ウィリアム - 羽多野渉 | - ホテルマネージャー - 塚田正昭 - 殺し屋A（神父） - 木村雅史 - 管制官 - ジャック・ウッドヤード - ボーイ - 小林直樹 - ママ - 瀬尾恵子 - 声 - ヤスヒロ - 組員 - 安齋龍太 - 組対部A - 最上嗣生 - クルー1 - 井田国男 - クルー2 - 荒井智 - マスコミA - 松平真之介 - マスコミB - 植倉大 - 通信士 - 紗綾 - 予告ナレーション、小隊長 - 村瀬克輝 - アバンナレーション - 梅宮辰夫 |

### スタッフ
- 原作 - 北芝健
- 漫画 - 渡辺保裕
- 監督 - 大森英敏
- 監督補佐 - 森義博
- シリーズ構成 - 三井秀樹
- キャラクターデザイン・総作画監督 - 須田正己
- サブキャラクターデザイン - 松本剛彦
- 美術デザイン - 三宅晶和
- 美術デザイン補助 - 伊藤早織
- アイテムデザイン - 珍田哲男
- 色彩設定 - 村上智美
- 撮影監督 - 桑原賢治
- 3Dアニメーションディレクター - 磯部兼士
- 編集 - 長坂智樹
- 音響監督 - 赤間明吉
- 音楽ディレクター - 高木完
- 音楽制作 - 村上壮
- プロデューサー - 西口なおみ、加藤雅弘
- アニメーションプロデューサー - 今成英司
- アニメーション制作 - トランス・アーツ
- 製作 - テレビ朝日、ユニバーサル・ピクチャーズ・ジャパン、トランス・アーツ

### 主題歌
オープニングテーマ「ゼロの気持ち」
作詞 - 大田紳一郎 / 作曲・編曲 - 徳永暁人 / 歌 - doa（GIZA studio）
エンディングテーマ「もしも生まれ変わったら もう一度 愛してくれますか?」
作詞 - 北原愛子 / 作曲 - 中嶋康孝 / 編曲 - スピカ / 歌 - 北原愛子（GIZA studio）

### 各話リスト
| 話数   | サブタイトル          | 脚本     | 絵コンテ       | 演出       | 作画監督          |
| ------ | --------------------- | -------- | -------------- | ---------- | ----------------- |
| 第1話  | 追跡者…チェイサー     | 三井秀樹 | 大森英敏       | 神崎ユウジ | 秦野好紹          |
| 第2話  | 密告者…ホイッスラー   | 三井秀樹 | 石踊宏         | 藤本義孝   | 井口忠一          |
| 第3話  | 破壊者…クラッシャー   | 三井秀樹 | 森義博         | 森義博     | 及川博史          |
| 第4話  | 復讐者…リベンジャー   | 三井秀樹 | まつぞのひろし | 石田ひろし | 水口桂            |
| 第5話  | 犠牲者…ビクティマー   | 寺崎敦子 | 石平信司       | 千葉大輔   | 井口忠一          |
| 第6話  | 退場者…エグジッター   | 三井秀樹 | 大森英敏       | 田園太郎   | 秦野好紹          |
| 第7話  | 権力者…モンスター     | 三井秀樹 | 丸藤広貴       | 蔵本穂高   | 青鉢芳信 手島勇人 |
| 第8話  | 復活者…カムバッカー   | 寺崎敦子 | 大森英敏       | 殿河内勝   | 中野彰子          |
| 第9話  | 対決者…デュエラー     | 三井秀樹 | 大森英敏       | 高橋順     | 水口桂            |
| 第10話 | 窮地者…ディフクルター | 三井秀樹 | 石平信司       | 岡崎ゆきお | 井口忠一          |
| 第11話 | 完結者…エンダー       | 三井秀樹 | 大森英敏       | 森義博     | 須田正己          |

### 放送局
| 放送地域   | 放送局     | 放送期間                | 放送日時           | 放送系列       |
| ---------- | ---------- | ----------------------- | ------------------ | -------------- |
| 関東広域圏 | テレビ朝日 | 2006年7月5日 - 9月20日  | 水曜 26:40 - 27:10 | テレビ朝日系列 |
| 中京広域圏 | メ〜テレ   | 2006年7月11日 - 9月26日 | 火曜 26:58 - 27:28 | テレビ朝日系列 |
| 近畿広域圏 | 朝日放送   | 2006年7月19日 - 9月28日 | 水曜 26:51 - 27:21 | テレビ朝日系列 |